# 半坡乡 (景谷县)
半坡乡，是中华人民共和国云南省普洱市景谷傣族彝族自治县下辖的一个乡镇级行政单位。

## 行政区划
半坡乡下辖以下地区：
半坡村、曼伞村、安海村、班独村、班卡村、蒋家村、芒傣村、芒温村和班赛村。